# Tom e Jerry all'opera
Tom e Jerry all'opera (Carmen Get It!) è un film del 1962 diretto da Gene Deitch. Il film è il centoventisettesimo cortometraggio della serie Tom & Jerry e l'ultimo dei tredici a essere stato prodotto nello studio Rembrandt Films situato a Praga, capitale della Cecoslovacchia (oggi Repubblica Ceca), ed è stato distribuito il 21 dicembre 1962.

## Trama
Tom insegue Jerry attraverso New York fino al Metropolitan Opera House, dove viene eseguita la Carmen di Georges Bizet. Tom entra nel teatro travestito da musicista, dopodiché cerca di catturare Jerry durante l'ouverture, ma continua a scontrarsi con il direttore d'orchestra, visto che le sue buffonate stanno rovinando l'opera.
Dopo diverse peripezie, Jerry attira a mo' di parata delle formiche e le conduce sul pentagramma situato sul leggio del direttore d'orchestra. Tom, che è vicino al leggio, cerca di catturare Jerry, ma in quel momento i riflettori si riaccendono, costringendo Tom a dirigere l'orchestra. Tuttavia, Jerry fa sì che le formiche sopra la partitura inducano Tom a modificare la musica, cambiandola addirittura in canzoni come American Patrol, Yankee Doodle, Dixie's Land  e There'll Be a Hot Time in the Old Town Tonight. Più tardi le formiche si sparpagliano e Tom riesce a catturare Jerry, ma il ritorno del direttore d'orchestra costringe Tom a fuggire.
L'opera ha finalmente inizio, quando improvvisamente la cantante, vedendo Jerry vestito da torero ballare sul palco, urla e fugge via. Quando Tom sale sul palco per acchiappare Jerry, il direttore d'orchestra blocca la strada al gatto e si scatena come un toro furioso; l'opera si trasforma così in una corrida tra Tom e il direttore d'orchestra, mentre Jerry ne assume la direzione.
Finita la musica, Jerry riceve un applauso dal pubblico, mentre le formiche formano sullo spartito la scritta "THE END".